# ムンダ (護衛空母)
ムンダ (USS Munda, ACV/CVE-104) は、アメリカ海軍の護衛空母。カサブランカ級航空母艦の50番艦。艦名はニュージョージア島のムンダに由来する。

## 艦歴
1944年3月29日にワシントン州バンクーバーのカイザー造船所で起工する。当初はACV-104（補助空母）として建造されたが、1943年7月15日にCVE-104 （護衛空母）へと艦種変更された。1943年9月23日に「トノウェク・ベイ (Tonowek Bay) 」と命名されたが、1943年11月6日に「ムンダ」へ改名された。1944年5月27日にジェームズ・E・ダイアー夫人によって進水し、1944年7月8日に海軍に引き渡され、L. A. ポープ艦長の指揮下で就役した。
西海岸での整調後に太平洋艦隊（チェスター・ニミッツ大将）の空母輸送部隊に配属された「ムンダ」は、1944年8月16日に単艦での処女航海に出航する。71機の航空機と202名の兵員を乗せ、9月1日にエスピリトゥサント島に到着。続いてフィンシュハーフェンとマヌス島に向かい、その後アラメダに帰還した。2度目の輸送任務は12月5日に完了し、12月12日に3度目の輸送任務に就く。その後も輸送任務を継続し、1945年中旬まで3度の航海を行った。「ムンダ」は7月3日にエニウェトク環礁で第30.8任務群に加わり、第38任務部隊（ジョン・S・マケイン・シニア中将）へ航空機とパイロットを運搬した。
「ムンダ」は7月20日に任務部隊に合流し、7月26日まで同地に留まった後、補給のためグアムに向かう。同月末に出航し、8月3日に第38任務部隊と再び合流。空母への補給を行い、7日と11日にも同じ作業を行った。8月13日に艦隊を離れ、グアムへ向かう途中に日本の降伏を知る。「ムンダ」は第30.8任務群に再び加わり、日本占領の第一陣とともに最初の週を沖合で待機し、9月10日に東京湾に入る。
10月2日に東京を出港し、マジック・カーペット作戦に加わる。翌年にかけて帰還兵を輸送し、同任務が完了すると1946年1月18日にワシントン州ポート・アンジェルスで不活性化の準備を始める。「ムンダ」は1946年9月13日に退役し太平洋予備役艦隊に加わり、タコマに停泊する。1955年6月12日にCVU-104（雑役空母） に艦種変更され、1958年4月19日にブレマートンに回航される。その後、9月1日に除籍され、1960年6月7日にニューヨークのジェネラル・オーレ社に売却、大阪で解体された。
「ムンダ」は第二次世界大戦の戦功での1個の従軍星章を受章した。